# James Smith (Segler)
James Hopkins Smith junior (* 15. Dezember 1909 in New York City; † 24. November 1982 in La Jolla, San Diego) war ein US-amerikanischer Segler und Staatsbediensteter.

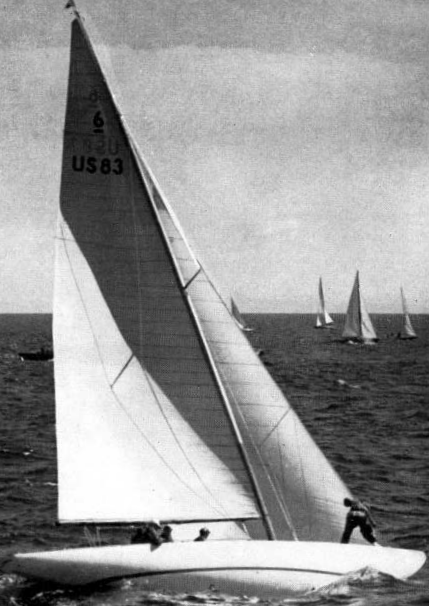
6mR Yacht Llanoria, US 83, Goldmedaille 1948

## Werdegang
Smith schloss ein Studium an der Harvard University und der Columbia Law School ab. 1931 schrieb er sich in die Reserve der US Navy ein, nachdem er bereits 1927 auf einer Curtiss JN-4 das Fliegen bei Charles Lindbergh erlernt hatte. 1933 erwarb er schließlich seine Pilotenlizenz. Während des Zweiten Weltkriegs war er als Jagdpilot auf einem Flugzeugträger im Pazifik stationiert. Er schied 1945 aus dem aktiven Dienst im Rang eines Lieutenant Commander aus und wurde später Vizepräsident bei Pan American Airways. 
James Smith nahm in der 6-Meter-Klasse an den Olympischen Spielen 1948 in London teil, bei denen er Olympiasieger wurde. Mit der Llanoria gewann er unter Skipper Herman Whiton unter anderem drei der sieben Wettfahrten, sodass er mit 5472 Gesamtpunkten vor dem argentinischen Boot Djinn von Enrique Sieburger senior und dem schwedischen Boot Ali Baba II von Tore Holm Erster wurde. Zur Crew gehörten dabei außerdem Alfred Loomis, Michael Mooney und James Weekes.
1953 wurde er von Dwight D. Eisenhower zum stellvertretenden United States Secretary of the Navy „Air“ ernannt und führte dieses Amt für vier Jahre aus. Nach einem Jahr im Amt gab er öffentlich zu, dass die Navy Abraham Chasanow im Juli 1953 fälschlicherweise als Sicherheitsrisiko eingestuft habe und entschuldigte sich bei diesem. Seine Verweigerung, sich dem Druck der McCarthy-Ära zu beugen, gilt als Grundlage für den Hollywoodfilm Die unsichtbare Front (Three Brave Men, 1956) von Philip Dunne. Im Anschluss bekleidete Smith von 1957 bis 1959 den Direktorenposten der United States Agency for International Development. Darüber hinaus engagierte er sich beim Aspen Institute, Planned Parenthood, dem Museum of Modern Art in New York City und der Conservation Foundation.